# Jean Signoret
Jean Signoret (Marsiglia, 13 dicembre 1886 – Parigi, 9 ottobre 1923) è stato un attore francese, fratello dell'attore Gabriel Signoret.

## Filmografia
- L'Innocent, regia di Léonce Perret - cortometraggio (1911)
- Le Médecin malgré lui - cortometraggio (1913)
- Le Faux départ - cortometraggio (1913)
- La Calomnie, regia di Camille de Morlhon - cortometraggio (1913)
- Colette de Tréguier - cortometraggio (1913)
- Sainte-Odile, regia di Gaston Ravel - cortometraggio (1914)
- Le secret du châtelain, regia di Paul Garbagni - cortometraggio (1914)
- La fille aux pieds nus, regia di Gaston Ravel - cortometraggio (1914)
- La Bouquetière des Catalans, regia di Gaston Ravel - cortometraggio (1914)
- Triple entente, regia di Gaston Ravel (1915)
- Autour d'une bague, regia di Gaston Ravel - cortometraggio (1915)
- Suzanne, regia di René Hervil e Louis Mercanton (1916)
- Le Secret de Geneviève, regia di Camille de Morlhon - cortometraggio (1916)
- Paris pendant la guerre, regia di Henri Diamant-Berger - cortometraggio (1916)
- La Roue du vieux moulin - cortometraggio (1916)
- Le tournant, regia di René Hervil e Louis Mercanton - cortometraggio (1917)
- Mères françaises, regia di René Hervil e Louis Mercanton (1917)
- Le devoir d'abord, regia di Adolphe Candé (1917)
- Requins, regia di André Hugon (1917)
- Le tablier blanc, regia di René Hervil e Louis Mercanton (1917)
- La rose, regia di Jacques de Baroncelli - cortometraggio (1920)
- Au-delà des lois humaines, regia di Marcel Dumont e Gaston Roudès (1920)
- L'histoire de Marouf, regia di Charles-Roger Dessort (1921)
- Pour don Carlos, regia di Jacques Lasseyne e Musidora (1921)